# 妙船寺 (島根県川本町)
妙船寺（みょうせんじ）は、島根県川本町川本にある日蓮宗の寺院である。山号は小西山という。

## 起源と歴史
川本町に大火があった際、大森代官所の役人が21日間滞在、その賞と山寺号公称、寺領を拝領し御朱印地となる。
- 1587年（天正6年）、開山聖主院日顕。開基檀越小西佐渡守続房
- 1876年（明治9年）、富士門流の統一教団日蓮宗興門派の結成に参加。
- 1899年（明治32年）、日蓮宗興門派は日蓮本門宗（本門宗）と改称。
- 1941年（昭和16年）、本門宗は一致派の日蓮宗、勝劣派の顕本法華宗とともに三派合同を行い、日蓮宗を結成。

## 歴代
- 初代　聖主院日顕
- 15代　志顕院日海　京都要法寺44祖

## 所在地
- 島根県邑智郡川本町川本253

## 参考資料
- 日蓮宗寺院大鑑編集委員会『宗祖第七百遠忌記念出版 日蓮宗寺院大鑑』大本山池上本門寺 (1981年)

座標: 北緯34度59分41.5秒 東経132度29分38.3秒 / 北緯34.994861度 東経132.493972度